# Понизівка
Понизі́вка (раніше — Ашаги́-Кікінеї́з, крим. Aşağı Kikineiz) — селище в Україні, у складі Ялтинського району Автономної Республіки Крим. Розташований в гірському амфітеатрі, обрамленому виступами мисів Кікенєїз, Узун і Трійці, в 5 км. від смт. Сімеїз і в 2 км. на захід від смт. Кацивелі. Селище входить до складу Симеїзької селищної ради. Селище розташоване на автодорозі Севастополь — Феодосія, пов'язане з Симеїзом автобусним з'єднанням.

## Населення
361 чоловік, з яких переважна більшість росіяни.

## Історія
На місці селища, на мисі Трійці, в давнину знаходилося таврське поселення (кінець I ст. до н. е. — початок I ст. н. е.). Про це свідчить цілий комплекс археологічних пам'ятників — дольмени, могильники. Надалі поселення було зруйновано.
У VIII—X ст. на мисі Трійці існував укріплений монастир, відомий під назвою Кучук-Ісар. Значною частиною земель на захід від Симеїзу володів генерал Ф.Ревеліоті, командир Балаклавського прикордонного батальйону, штаб якого знаходився в селищі Кікенєїз (нині с. Оползневе).
У 1830 р. генерал Ревеліоті будує тут дачу «Святої Трійці», яка розташована на місці сучасного селища, приблизно в тих же територіальних межах. У середині XIX ст. дача «Святої Трійці» була передана в спадок сину генерала — А.Ревеліоті, який в 1886 р. розпродав маєток уроздріб на торгах. Центральну частину придбало Олексіївське гірничопромислове товариство, східну — художник А.Куїнжі, західну — Е.Алчевска. Садиба А. Куїнжі розташована в балці Тартір, між теперішньою Понизівкою і Кацівелі, і носила назву «Нанільх-Чухур» (М'ятний яр) з відомим пляжем і каменем Узун-Таш, який відбитий художником в різних етюдах і картинах.
У 1903 р. Олексіївське гірничопромислове товариство розділило свою частину маєтку на 103 ділянки для продажу окремим забудовникам. Колишній маєток Ревеліоті нині використовується санаторним комплексом «Понизівка». Також тут розташований спортивно-оздоровчий комплекс Херсонського інституту фізичної культури, санаторій Міністерства цивільної авіації, санаторний комплекс «Зір України».